# Кызылжал
Кызылжал (каз. Қызылжал) — упразднённое село в Восточно-Казахстанской области Казахстана. Входило в состав городской администрации Семея. Входило в состав Алгабасского сельского округа. Исключено из учётных данных в 2017 г. Код КАТО — 632839300.

## Население
В 1999 году население села составляло 198 человек (104 мужчины и 94 женщины). По данным переписи 2009 года, в селе проживало 46 человек (24 мужчины и 22 женщины).